# Laus Steenbeeke
 (février 2019).
Si vous disposez d'ouvrages ou d'articles de référence ou si vous connaissez des sites web de qualité traitant du thème abordé ici, merci de compléter l'article en donnant les références utiles à sa vérifiabilité et en les liant à la section « Notes et références ».
Laus Steenbeeke, né le 4 octobre 1959 à Borne, est un acteur et doubleur néerlandais.

## Filmographie

### Cinéma et téléfilms
- 1983 : Titaantjes (nl) : Koekebakker
- 1987 : Blonde Dolly (nl) : Le garçon avec couteau
- 1988 : Switch (nl) : Frits
- 1989 : Rust roest (nl) : L'homme qui aide en cuisine
- 1989 : Het verhaal van Kees : Jan
- 1990 : Binnenlandse Zaken (nl) : Rôles divers
- 1991 : Dierbaar : Le collègue de Frank
- 1993 : Belle van Zuylen - Madame de Charrière (nl) : Benjamin Constant
- 1994-1998 :Les Gravos (Flodder) : Hennie
- 1994 : Kats en Co (nl) : Willie Sluizer
- 1995 : Flodder 3 (nl) : Hennie
- 1997 : Baantjer : Frank de Moor
- 1999 : Un gamin (Kruimeltje) : Le vendeur de piano
- 1999 : Issue de secours (Do Not Disturb) : Le pompier
- 2000 : Verkeerd verbonden (nl) : Freek de Leeuw
- 2002 : Pietje Bell : Le client gênant
- 2006 : Boks (nl) : Rôle inconnu
- 2006-2015 : 't Schaep met de 5 pooten (nl) : Huipie van Duivenbode
- 2007 : Afblijven (nl) : Le concierge
- 2009 : De Club van Sinterklaas (nl) : L'homme de yoga
- 2009 : 't Vrije Schaep (nl) : Huipie van Duivenbode
- 2010-2011 : 't Spaanse Schaep (nl) : Huipie van Duivenbode
- 2011 : Kasteel Amerongen (nl) : Deux rôles (Abraham Issacs et Zacharias van Uylenburg)
- 2012 : De Groote Markt 30 (nds-nl) : Geert Grotestroek
- 2012-2013 : Welkom in de Gouden Eeuw (nl) : Rôles divers
- 2013 : 't Schaep in Mokum (nl) : Huipi van Duivenbode
- 2014 : Heer & Meester (nl) :Karel Heinzius
- 2015 : 't Schaep Ahoy (nl) : Huipi van Duivenbode
- 2015 : Dagboek van een callgirl (nl) : Ton Dekker
- 2016 : Centraal Medisch Centrum (nl) : Ben
- 2016 : Hoe het zo kwam dat de ramenlapper hoogtevrees kreeg (nl) : Alfred
- 2016 : Prédateur : Le nettoyeur
- 2017 : Moordvrouw : L'ancien chauffeur de taxi
- 2017 : Soof: een nieuw begin (nl) : Monsieur Brouwer

## Doublage
- 1997-1998 : Bobby's Wereld : Père Howie
- 1999-2000 : Mortadel et Filémon de Francisco Ibáñez : Eel
- 2001 : Monstres et Cie de Pete Docter : Randall
- 2004 : La ferme se rebelle de Will Finn et John Sanford : Wesley
- 2006 : Cars de John Lasseter et Joe Ranft : Luigi
- 2007 :  Ratatouille de Brad Bird : Talon & Pompidou
- 2007 : Shrek le troisième de Chris Miller et Raman Hui : Merlin
- 2009-2012 : Zeke et Luther de Matt Dearborn et Tom Burkhard : Don
- 2011 : Cars 2 de John Lasseter et Brad Lewis : Luigi
- 2013 : Monstres Academy de Dan Scanlon : Randall
- 2014 : Astérix : Le Domaine des dieux de Alexandre Astier et Louis Clichy : Astérix
- 2017 : Cars 3 de Brian Fee : Luigi